# Ardon (Loiret)
Ardon is een gemeente in het Franse departement Loiret (regio Centre-Val de Loire) en telde op 1 januari 2022 1.201 inwoners.

## Geografie
De oppervlakte van Ardon bedroeg op 1 januari 2022 53,65 vierkante kilometer; de bevolkingsdichtheid was toen 22,4 inwoners per km².

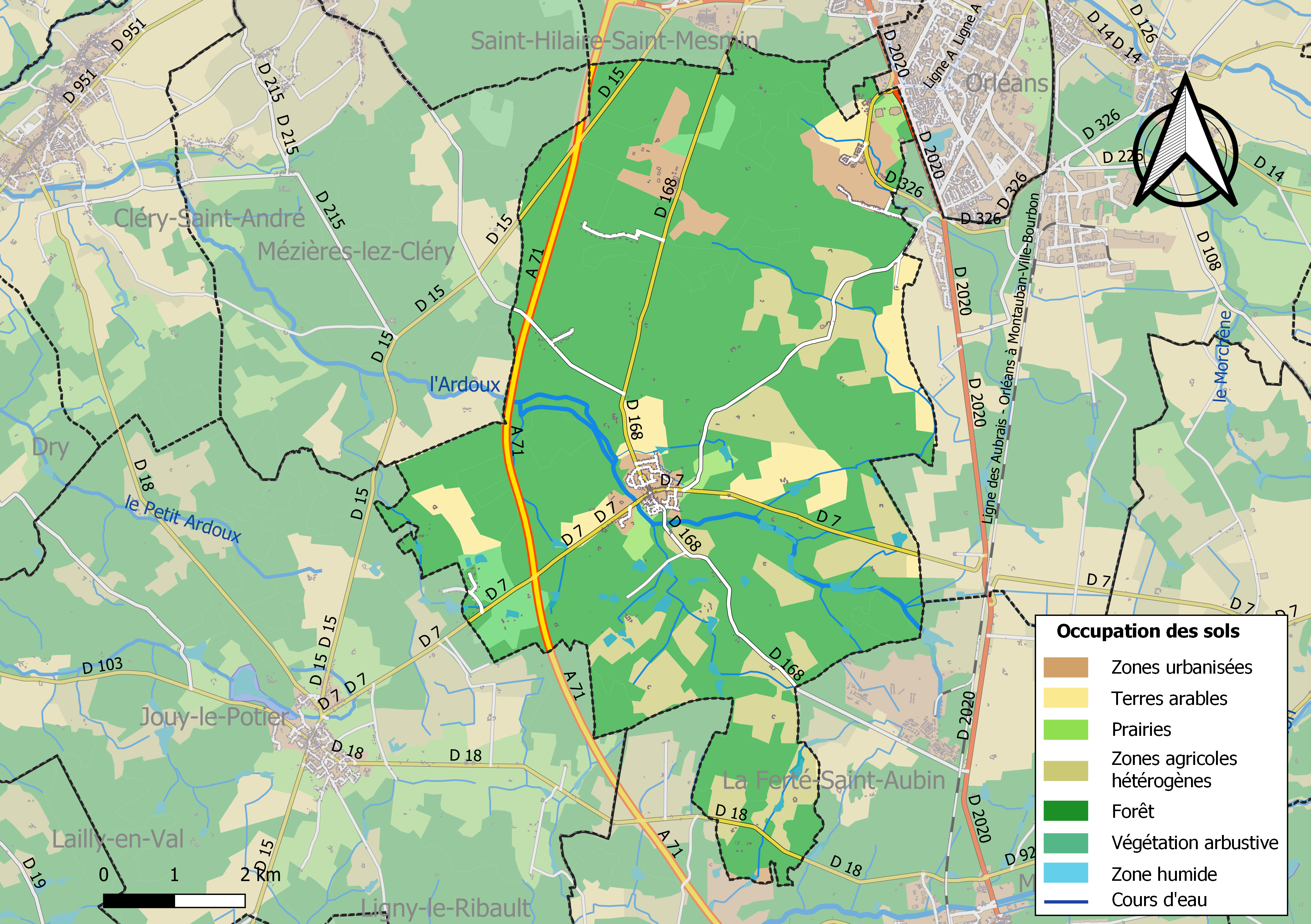
Kaart van de gemeente met de belangrijkste infrastructuur, bodemgebruik en omliggende gemeenten

## Demografie
Onderstaande figuur toont het verloop van het inwoneraantal van Ardon vanaf 1962.
Bron: Frans bureau voor statistiek. Cijfers inwoneraantal volgens de definitie population sans doubles comptes (zie de gehanteerde definities)